# 칠칠단의 비밀
칠칠단의 비밀은 방정환의 탐정 소설이다. 조선 아이들을 납치하여 청나라로 팔아버리는 조직에게 잃어버린 누이동생을 찾아 나선 오빠의 한반도와 중국을 오가며 벌어지는 일을 그렸다.

## 애니메이션 방영
문화방송에서 애니메이션으로 제작되었다.
- - 방영 시간 : 목요일 오후 4시 30분
  - 방영 기간 : 2008년 9월 18일 ~ 12월 4일
  - 애니메이션 제작: 매직영상
  - 화수: 전12화